# Riksväg 3, Finland

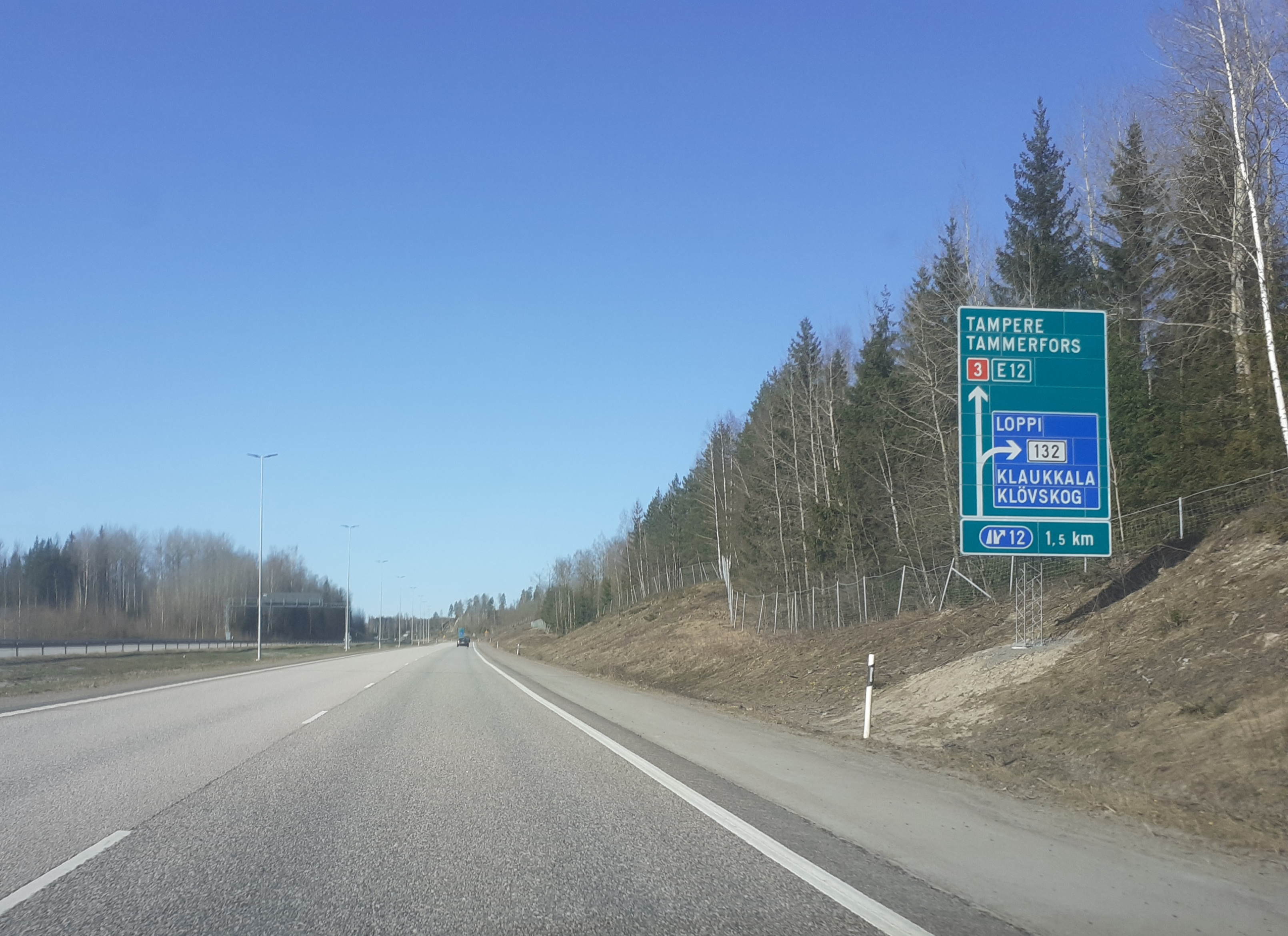
Avfartsskylt vid motorväg i riktning mot Klövskog och Loppis längs regionalväg 132.

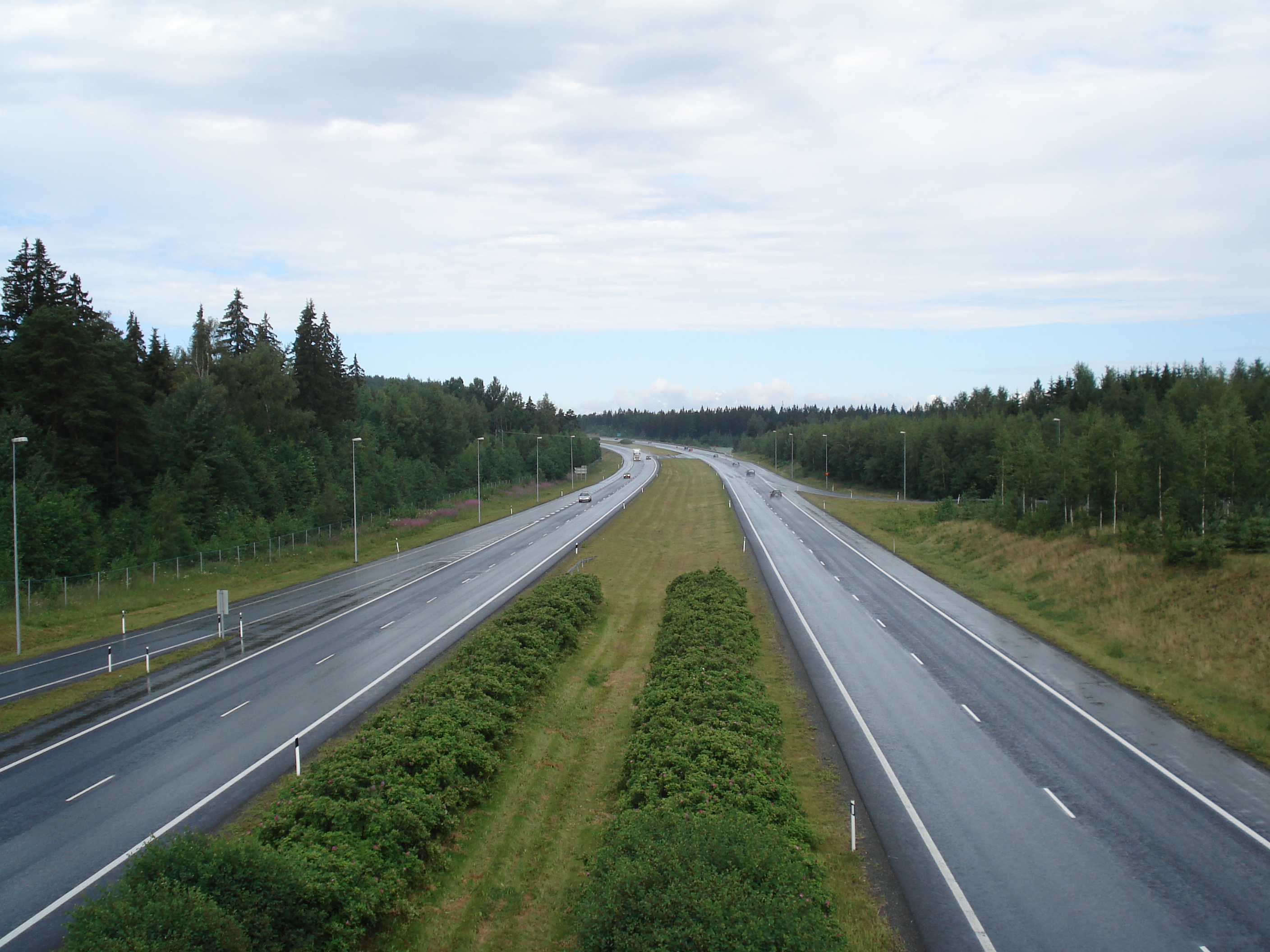
Helsingfors–Tammerfors-motorväg nära Tavastehus.

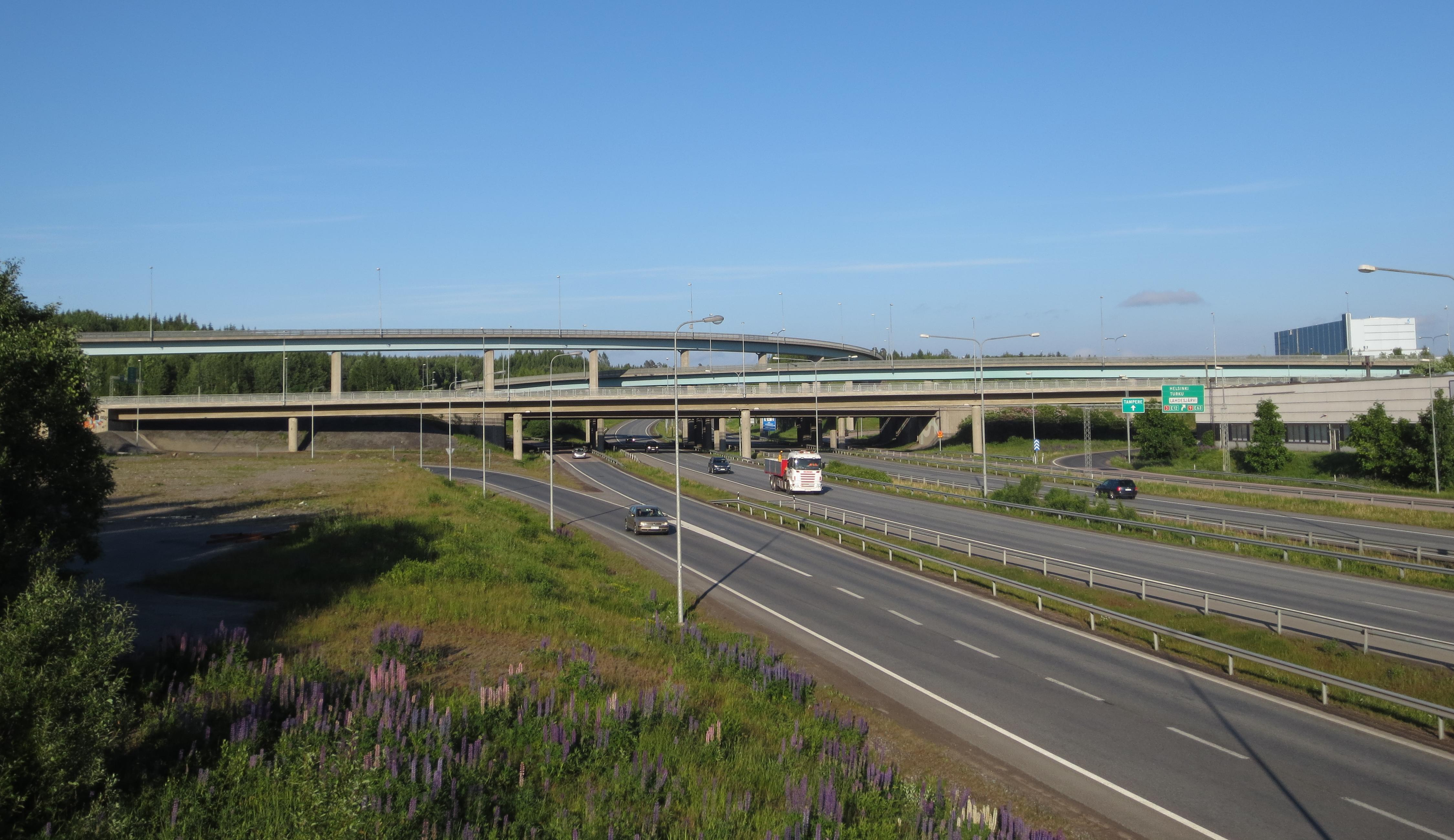
En trafikplats på fyra nivåer i korsningen av RV3/E12 och RV9/E63 i Tammerfors.

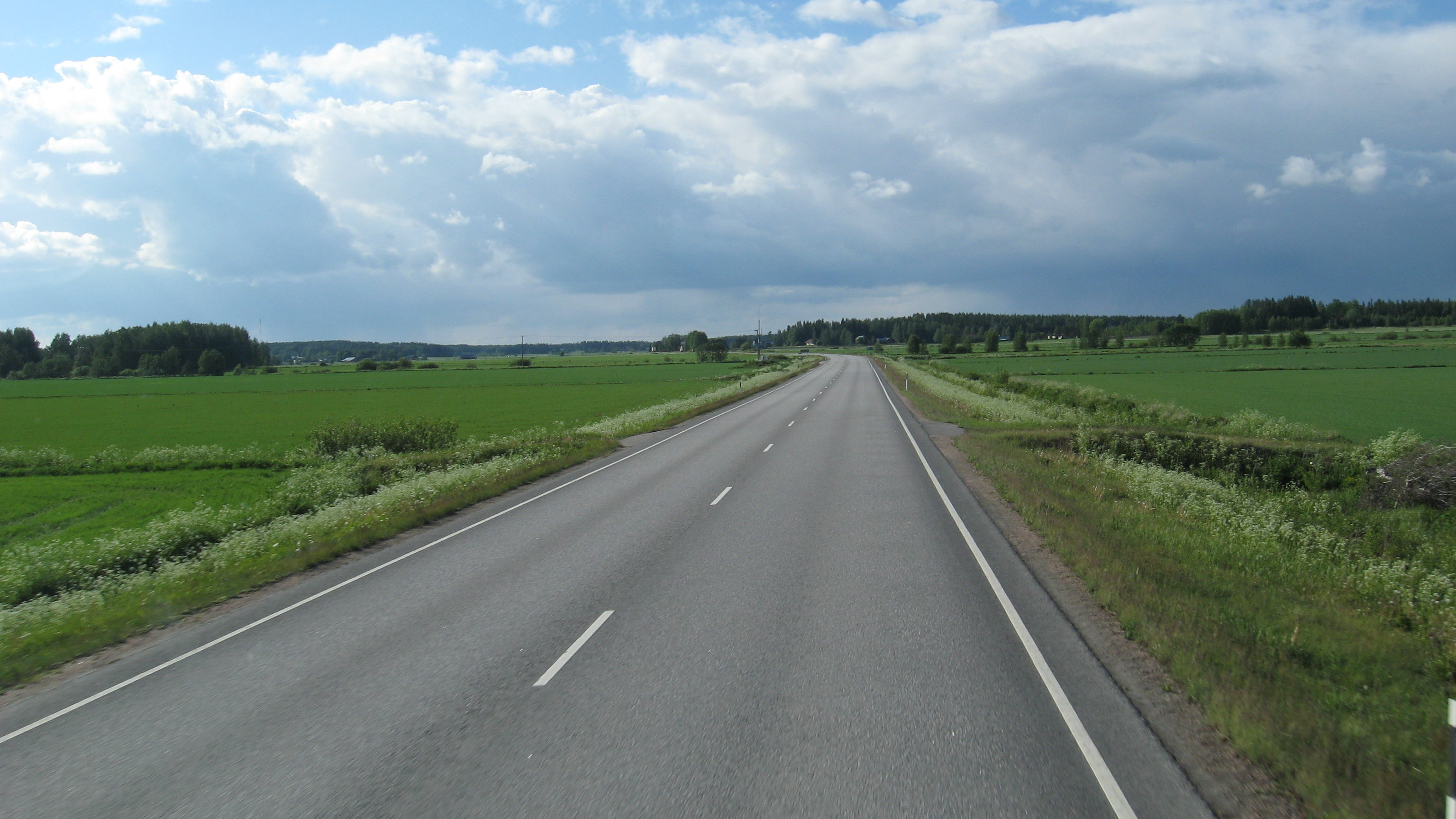
Riksväg 3 mellan Jalasjärvi och Kurikka.

Riksväg 3 är en av Finlands huvudvägar mellan Helsingfors och Vasa. Europaväg 12 följer riksväg 3. Där vägen byggts ut till motorväg har den äldre sträckningen blivit regionalväg 130. I huvudstadsregionen kallas vägen Tavastehusleden. Riksvägen är 424 kilometer lång. 
Sträckning: Helsingfors - Tavastehus - Tammerfors - Parkano - Jalasjärvi - Vasa
År 1938 definierades riksväg 3, som började i Helsingfors vid den nuvarande korsningen mellan Sockenbackavägen och Kånalavägen och därifrån vidare via Malmgård, Gruvsta, Vandaforsen, Klövskog, Loppis, Janakkala till Tavastehus. Från Tavastehus fortsatte vägen via Hattula, Pälkäne och Kangasala till Tammerfors. Fortsättningen till Vasa följde ungefär den nuvarande sträckningen. 
Vägen förnyades totalt på 1950-1960-talen vilket gav upphov till den nuvarande sträckningen mellan Helsingfors och Tavastehus. Mellan Tavastehus och Tammerfors ändrades rutten efter flera om och men att gå via Valkeakoski över en hängbro i Sääksmäki. Den gamla sträckan förblev en sandväg till 1970-talet, då vägen byggdes om till stamväg 57. 
Trafiken på riksväg 3 mellan Helsingfors och Tavastehus stockades redan på 1980-talet. Man byggde till sist en motorväg bredvid den gamla vägen som blev regionalväg 130. Mellan Tavastehus och Tammerfors var man oense om motorvägssträckningen men det blev till sist en dragning via Toijala, till Valkeakoskis förtret. 
Motorvägens ibruktagning:
- 1973,1976 Helsingfors - Vandaforsen
- 1989 Vandaforsen - Luhtabacka
- 1991 Luhtabacka - Hyvinge
- 1992 förbi Hyvinge
- 1990 Hyvinge - Riihimäki
- 1992 Riihimäki - Tavastehus
- 1966 förbi Tavastehus
- 1996 Tavastehus - Jutikkala
- 2000 Jutikkala - Kulju
- 1968 Kulju - Tammerfors

Nuförtiden går riksvägen inte via Tammerfors centrum, utan följer Tammerfors västra ringväg, som blev färdig motorväg år 2008.

## Anslutningar till riksväg 3
Avfarter från Helsingfors:
|                                           | Nr                                                | Trafikplats                                       | Korsande väg                         | Skyltning                                     |
| ----------------------------------------- | ------------------------------------------------- | ------------------------------------------------- | ------------------------------------ | --------------------------------------------- |
| E 12 3 Stadsmotorväg Helsingfors–Ring III |                                                   |                                                   |                                      |                                               |
|                                           | 1                                                 |                                                   | 100 Skogsbackavägen 120 Vichtisvägen | centrum, Böle, Sockenbacka, Södra Haga        |
|                                           | 2                                                 | Haga planskilda anslutning                        | Krämertsskogsvägen                   | Haga, landtrafikcentralen                     |
|                                           | 3                                                 | Norra Haga planskilda anslutning                  | 101 Ring I                           | Ring I, Gamlas, Baggböle                      |
|                                           | 4                                                 | Gamlas planskilda anslutning                      | Kantelevägen                         | Gamlas, Håkansåker                            |
|                                           | 5                                                 |                                                   | 102 Ring II (planerad)               |                                               |
|                                           | 6                                                 | Gruvsta planskilda anslutning                     | Kopparbergsvägen                     | Myrbacka, Gruvsta, Sillböle                   |
|                                           | 7                                                 | Mårtensdals planskilda anslutning                 | Mårtensdalsvägen                     | Mårtensdal, Vandadalen                        |
|                                           | 8                                                 | Mårtensby planskilda anslutning                   | Mårtensbyvägen                       | Mårtensdal, Vandaforsen                       |
|                                           | 9                                                 | Vandadalens planskilda anslutning                 | E 18 50 Ring III                     | Ring III, Åbo, Kotka                          |
|                                           | E 12 3 Motorväg Ring III–Tammerfors               |                                                   |                                      |                                               |
|                                           | 10                                                | Kivistö planskilda anslutning                     | Ripubyvägen                          | Kivistö, Käinbybacka                          |
|                                           | 11                                                | Klövskogs planskilda anslutning                   | 132 Klövskogsvägen                   | Loppi, Klövskog                               |
|                                           | 13                                                | Nurmijärvi planskilda anslutning                  | 1311 Sipoontie                       | Nurmijärvi                                    |
|                                           | 14                                                | Tuusulantie planskilda anslutning (endast norrut) | 45 Hämeentie                         | Tusby, Träskända (från Tammerfors)            |
|                                           | 15                                                | Hyvinge södra planskilda anslutning               | 25                                   | Hangö, Borgå, Hyvinge S                       |
|                                           | 16                                                | Hyvinge planskilda anslutning                     | 1361                                 | Hyvinge, Kytäjä                               |
|                                           | 17                                                | Hyvinge norra planskilda anslutning               | 146                                  | Hyvinge N, Sahanmäki                          |
|                                           | 19                                                | Riihimäki södra planskilda anslutning             | 2834                                 | Riihimäki S, Kormu                            |
|                                           | 20                                                | Riihimäki norra planskilda anslutning             | 54                                   | Riihimäki N, Lahtis, Hausjärvi, Forssa, Loppi |
|                                           | 21                                                | Tervakoski planskilda anslutning                  |                                      | Tervakoski, Ryttylä                           |
|                                           | 22                                                | Virala planskilda anslutning                      | 292                                  | Janakkala, Turengi                            |
|                                           | 23                                                | Hattelmala planskilda anslutning                  | 10                                   | Lahtis, Åbo                                   |
|                                           | 24                                                | Tavastehus planskilda anslutning (endast söderut) |                                      | Tavastehus, Aulanko (från Helsingfors)        |
|                                           | 25                                                | Tavastehus planskilda anslutning (endast norrut)  |                                      | Tavastehus (från Tammerfors)                  |
|                                           | 26                                                | Ojoinens planskilda anslutning                    | 57                                   | Tiiriö, Pälkäne, Hattula                      |
|                                           | 27                                                | Parola planskilda anslutning                      | 3051                                 | Hattula, Parola                               |
|                                           | 28                                                | Iittala planskilda anslutning                     | 2853                                 | Iittala                                       |
|                                           | 29                                                | Jutikkala planskilda anslutning                   | 130                                  | Valkeakoski, Sääksmäki                        |
|                                           | 30                                                | Tarttila planskilda anslutning                    | 303                                  | Tarttila                                      |
|                                           | 31                                                | Toijala planskilda anslutning                     |                                      | Toijala                                       |
|                                           | E 12 3 E 63 9 Motorväg gemensam med riksväg 9     |                                                   |                                      |                                               |
|                                           | 32                                                | Konho planskilda anslutning                       | E 63 9                               | Åbo, Viiala                                   |
|                                           | 33                                                | Valkekoski planskilda anslutning                  | 304                                  | Valkeakoski                                   |
|                                           | 34                                                | Vaihmala planskilda anslutning                    | 3041                                 | Lempäälä S                                    |
|                                           | 35                                                | Lempäälä planskilda anslutning                    | 3023                                 | Lempäälä                                      |
|                                           | 36                                                | Kulju planskilda anslutning                       | 130                                  | Valkeakoski, Kulju, Marjamäki                 |
|                                           | 37                                                | Puskianainens planskilda anslutning               |                                      | Kulju                                         |
|                                           | 38                                                | Sääksjärvi planskilda anslutning                  | 309                                  | Hervanta, Sääksjärvi                          |
|                                           | 39                                                | Särkijärvi planskilda anslutning                  |                                      | Lahdesjärvi, Lakalaiva                        |
|                                           | 40                                                | Tammerfors södra planskilda anslutning            | E 63 9                               | Vasa, Jyväskylä, Lahtis, Nokia, Björneborg    |
|                                           | E 12 3 60 Stadsmotorväg Tammerfors västra ringväg |                                                   |                                      |                                               |
|                                           | 41                                                | Lakalaiva planskilda anslutning (endast västerut) | 130                                  | Koivistonkylä, Lakalaiva, Peltolammi          |
|                                           | 42                                                | Sarankulma planskilda anslutning                  | 3022                                 | Birkala, Sarankulma, Partola                  |
|                                           | 43                                                | Linnakorpi planskilda anslutning                  |                                      | Kurikka, Linnakallio                          |
|                                           | 45                                                | Birkala planskilda anslutning                     | 308                                  | Birkala, Tammerfors-Birkala flygplats         |
|                                           | 46                                                | Rajaniemi planskilda anslutning                   | 3022                                 | Birkala, Säijä                                |
|                                           | 47                                                | Pitkäniemi planskilda anslutning                  | 12                                   | Tammerfors, Raumo, Nokia                      |
|                                           | 48                                                | Kalkku planskilda anslutning                      | 11                                   | Björneborg, Tesoma, Myllypuro                 |
|                                           | 49                                                | Myllypuro planskilda anslutning                   |                                      | Lamminpää                                     |
|                                           | 50                                                | Pikku-Ahvenisto planskilda anslutning             | 65                                   | Soppeenmäki                                   |
| E 12 3 Landsväg Tammerfors–Vasa           |                                                   |                                                   |                                      |                                               |
|                                           | 51                                                |                                                   | 65                                   | Tammerfors, Ylöjärvi                          |
|                                           |                                                   |                                                   | 23'332'                              | Björneborg                                    |
|                                           |                                                   |                                                   | 23                                   | Jyväskylä                                     |
|                                           |                                                   |                                                   | 19                                   | Seinäjoki                                     |
|                                           |                                                   |                                                   | 67                                   |                                               |
|                                           |                                                   |                                                   | 67                                   | Seinäjoki                                     |
|                                           |                                                   |                                                   | 16                                   | Seinäjoki                                     |
|                                           |                                                   |                                                   | E 8                                  | Åbo                                           |
|                                           | E 12 3 Motorväg mot Vasa centrum                  |                                                   |                                      |                                               |
|                                           |                                                   |                                                   |                                      |                                               |
|                                           |                                                   |                                                   |                                      |                                               |
|                                           |                                                   |                                                   |                                      |                                               |
|                                           |                                                   |                                                   | E 8                                  | Uleåborg                                      |
|                                           | E 12 3 Motorvägen slutar                          |                                                   |                                      |                                               |
|                                           |                                                   |                                                   |                                      |                                               |
| Vasa, vägen slutar                        |                                                   |                                                   |                                      |                                               |